# 利比尖粉蝶
利比尖粉蝶（学名：Appias libythea），为粉蝶科尖粉蝶屬下的一个种。

## 分布
本种分布于南亚与东南亚。